# Bitwa pod Niniwą
Bitwa pod Niniwą – decydująca bitwa wojny bizantyjsko-perskiej stoczona 12 grudnia 627 roku, zakończona zwycięstwem Bizantyjczyków.
W czasie sześcioletniej wojny cesarz Herakliusz wyparł Persów z Azji Mniejszej, ale władca perski Chosroes II odmawiał zawarcia pokoju. W 627 r. wojska bizantyjskie i kaganatu starotureckiego obległy bezskutecznie Tbilisi. Wkrótce Turcy wycofali się, a Herakliusz ku zaskoczeniu Persów we wrześniu 627 r. skierował się na południe. Przeciwnicy nie byli w stanie szybko przerzucić odpowiednich sił na północ swojego państwa. 1 grudnia 627 r. wojska cesarskie obozowały koło ruin Niniwy i przekroczyły Wielki Zab, dopływ Tygrysu. Stąd Herakliusz mógł maszerować na Dastagird (letnią rezydencję Chosroesa II), a następnie na stolicę Ktezyfont.
Persowie nie byli w stanie powstrzymać Bizantyjczyków od przekroczenia rzeki, ale uniemożliwili im marsz na południe. Wojska cesarskie upozorowały odwrót, aby odciągnąć przeciwnika od Tygrysu i wydać mu bitwę na otwartym polu. Manewr powiódł się. 12 grudnia 627 r. doszło do bitwy pod Niniwą. Siły obu stron nie są znane. Bitwa trwała od świtu do zmroku i zakończyła się zwycięstwem Bizantyjczyków. Perski dowódca poległ z rąk cesarza. Według perskiego kronikarza Tabariego poległo od 6 tys. do 12 tys. Persów, ale liczby te należy traktować z pewną dozą ostrożności. Po rychłej śmierci Chosroesa II jego następca Kawad II zawarł z Bizancjum pokój.